# 龔謙
龔謙（1423年—？），字廷益，直隸揚州府高郵州人，民籍，明朝政治人物。進士出身。

## 生平
應天府鄉試第一百七名。景泰二年（1451年）辛未科會試第七十八名，殿試登進士第三甲第六十四名。

## 家族
曾祖龔思賢。祖父龔文禮。父亲龔克新，曾任淳安縣知縣。